# HD 20003
Désignations
HD 20003 est une étoile située dans la constellation de l'Hydre mâle. D'une magnitude apparente de 8,37, elle est trop faible pour être visible à l'œil nu, mais peut être observée avec des jumelles. Elle est distante d'environ ∼ 137 a.l. (∼ 42 pc) de la Terre.

## Système planétaire
Deux exoplanètes sont en orbite autour de cette étoile, HD 20003 b et HD 20003 c, découvertes en 2011.
| Planète | Masse                  | Demi-grand axe (ua) | Période orbitale (jours) | Excentricité  | Inclinaison | Rayon |
| ------- | ---------------------- | ------------------- | ------------------------ | ------------- | ----------- | ----- |
| b       | 0,037 8 (± 0,003 1) MJ | 0,097 4 (± 0,001 6) | 11,849 (± 0,002 8)       | 0,4 (± 0,08)  |             |       |
| c       | 0,042 2 (± 0,004) MJ   | 0,196 1 (± 0,003 2) | 33,823 (± 0,065 4)       | 0,16 (± 0,09) |             |       |